# Solar Project
Die deutsche Rockband Solar Project wurde 1988 gegründet. Ihr musikalischer Stil lässt sich am besten als Artrock oder Progressive Rock einordnen.

## Geschichte
Solar Project wurde 1988 von Robert Valet, Volker Janacek und Peter Terhoeven als Studioprojekt gegründet. Dem Debütalbum 1990 folgten bis 2007 weitere sechs Alben, die von dem französischen Plattenlabel Musea vertrieben werden. Zusätzlich veröffentlichte Solar Project Coverversionen auf Pink-Floyd-Tribute-Alben. Seit 2014 ist die Band beim Plattenlabel New Music - Green Tree unter Vertrag.

## Aktuelle Besetzung
- Holger vom Bruch:	Gesang
- Sandra Baetzel:	Saxophon, Tasteninstrumente & Gesang
- Florian Schlott:	Schlagzeug
- Sebastian Jungermann:	Bass
- Peter Terhoeven:	Gitarre
- Robert Valet:	        Tasteninstrumente
- Gastmusiker

## Diskografie

### Alben
- 1990: The final solution
- 1992: World Games
- 1995: The House of S. Phrenia
- 1997: ...in Time
- 2001: Five
- 2004: Force Majeure
- 2007: Chromagnitude
- 2007: Best of Solar Project (Vinyl)
- 2014: Aquarmada
- 2015: Here I Am
- 2015: EMP & The final solution (2CD)
- 2016: Paranoia
- 2018: Utopia
- 2020: Ghost Lights
- 2022: Restless
- 2024: Pictures at an Exhibition

### Sampler
- 2000: Signs of Life - Pigs
- 2002: More Relics - Echoes